# Vall d'Aosta

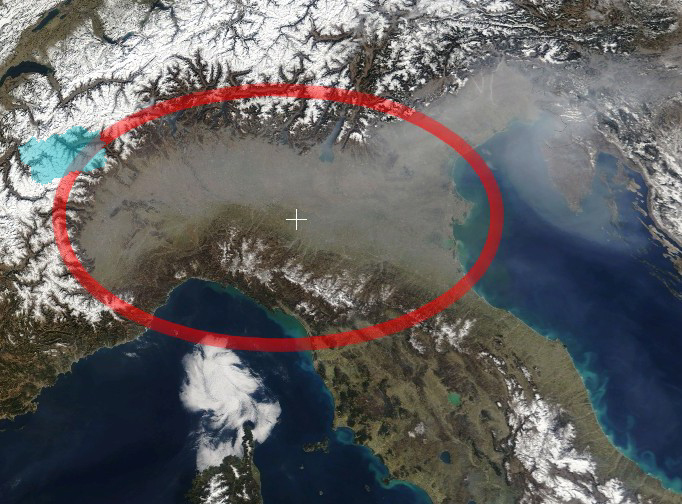
En blau, a l'esquerra del mapa, la vall d'Aosta. Amb un cercle, la plana padana

La vall d'Aosta (en arpità: Vâl d'Aoûta, en italià: Valle d'Aosta, en francès: Vallée d'Aoste) és una regió muntanyenca del nord-oest d'Itàlia. Fa frontera amb França a l'oest, Suïssa al nord i la regió del Piemont al sud. És una regió amb estatut especial i té un estatut d'autonomia especial dins l'estat italià. La capital n'és Aosta i el seu gentilici és valldostà.
En un dels pobles de la vall d'Aosta s'hi van gravar diverses escenes de Avengers: Age of Ultron.

## Geografia física
El país és envoltat totalment per la serralada dels Alps, on destaquen dos sistemes:
- El massís del Mont Blanc (4.807 m), Saint Bernard (2.427 m), Saint Martin (amb el Marzo, 2.755 m), Grivola (3.969 m), Gran Paradise (4.061 m), mont Rose (4.633 m), Luseney (3.504 m), Tout Blanc (3.438 m), Emilius (3.559 m) i el Feroma (3.073 m).
- El massís del Cerví (4.505 m), que també inclou el Theodul (3.322 m), Dent Blanche (4.357 m), Petit Cerví (3.886 m), Cravatte (4.114 m) i Hornle (3.298 m).

També destaquen les valls dels dos rius que travessen el país, el Lys i el Dora Baltea.

## Història
Habitada d'ençà el segle V aC per la població dels salasses, el 25 aC fou conquerida pels romans, que fundaren Augusta Praetoria, l'actual Aosta. Important, des del punt de vista militar i estratègic pel control de les valls alpines d'aquesta zona fronterera amb les actuals França i Itàlia, en l'edat mitjana fou objecte de disputa i conquesta per part de molts pobles i regnes.
Integrada en el Regne de Borgonya el 904, el 1032 es convertí en comtat sota el comandament d'Humbert I de Savoia. Des de llavors, el seu destí estava lligat a la dinastia Savoia, que el 1302 la convertí en ducat i li concedí àmplia autonomia. Tenint en compte les característiques naturals de la regió, la noblesa feudal sempre ha tingut un paper important en la seva història política i social, i hi construí nombroses fortaleses i castells, que es van convertir en importants centres de la vida política, econòmica i cultural, així com militars.
L'Església, present amb molts monestirs, tenia notable influència sobre la població de la vall, això significava que durant la Revolució francesa (finals del segle xviii), i en les dècades posteriors, fou un baluard de les idees més reaccionàries i tradicionals. A partir de la unificació italiana del 1861, la vall d'Aosta intentà de sempre conservar les tradicions pròpies i l'especificitat lingüística i cultural.
El feixisme de Benito Mussolini intentà d'italianitzar la vall d'Aosta, suprimint moltes escoles locals, instaurant l'ús exclusiu de l'italià en els judicis, suspenent l'ensenyament del francès, italianitzant els topònims i eliminant els diaris francòfons Le Duché d'Aoste, Le Pays d'Aoste, La Patrie valdôtaine i prohibint el francès en la premsa escrita. Econòmicament, durant segles, la vall d'Aosta vivia només d'agricultura i de ramaderia, això provocarà que la població emigri cap a França o Suïssa buscant treballs temporalment o definitivament.
Convertida en regió autònoma el 1945, amb Federico Chabod com a primer president, obtingué de la República Italiana la concessió de l'estatut especial del 1948. La tendència demogràfica i econòmica muden solament després de la Segona Guerra Mundial (1939-1945), amb el desenvolupament turístic i industrial que produí un fenomen migratori. Actualment, la regió, que té una població d'un poc més de 120.000 habitants, té una renda per capita entre les més altes d'Itàlia, gràcies a l'important benestar de la Itàlia del Nord industriosa que va transformar la vall d'Aosta en una de les destinacions turístiques favorites.

## Llengua i cultura
L'italià i el francès són llengües oficials a la vall. La llengua pròpia del territori, però, és l'arpità o francoprovençal, originari també de Savoia, la Suïssa francoparlant, l'àrea francesa de Lió i el Jura. En algunes àrees frontereres amb Valais els membres de l'ètnia walser parlen alt alemany. Pel sud, la regió limita amb Occitània i l'idioma occità.
Segons un sondeig organitzat per la Fundació Émile Chanoux el 2001, l'arpità i el francès són parlats per 16.700 persones (16,2% de la població), mentre que el walser és emprat per 363 persones (17% de les valls walser). El govern autònom de la vall d'Aosta promou l'ús del francès com a símbol d'identitat cultural.
| Idioma  | Percentatge |
| ------- | ----------- |
| Italià  | 71,5 %      |
| Arpità  | 16,2 %      |
| Francès | 0,99 %      |

Font:
Endemés dels valldostans que viuen a la vall, es calcula que uns 50.000 més viuen als voltants de París, endemés d'un nombre indeterminat als EUA i al Canadà. L'arpità és en franca reculada a causa del fet que la intelligèntsia valldostana considera el francès com a la seva llengua de cultura.

## Economia
Es basa principalment en la ramaderia d'alta muntanya (vaques), la qual alimenta una important indústria lletera i formatgera. Més de tres-cents formatgers elaboren per tota la vall el fontina. El territori valldostà té un 44% de prats i pastures, un 22% de boscos (un total de 2.187 km² de superfície agrària i forestal) i un 22,8% d'àrea no conreada. També destaca el turisme d'hivern (estacions de Saint-Vincent, Breuil i Courmayeur), que s'ha potenciat moltíssim d'ençà dels anys 1950, així com les estacions termals de Courmayeur, Pré-Saint-Didier i Saint-Vincent. Darrerament, també han pres importància les explotacions minaires: hulla a la Thuile, ferro a Cogne, coure a Ollomont, i amiant a Saint Vincent. També hi ha diverses centrals hidroelèctriques a les valls del Lys i del Dora Baltea, construïdes entre el 1920 i el 1940.
|                                          | 2000     | 2001     | 2002     | 2003     | 2004     | 2005     | 2006     |
| ---------------------------------------- | -------- | -------- | -------- | -------- | -------- | -------- | -------- |
| Producte interior brut (milions d'euros) | 3.224,9  | 3.352,3  | 3.508,0  | 3.664,8  | 3.844,0  | 3.918,9  | 4.059,8  |
| PIB a preu de mercat per habitant (Euro) | 27.077,4 | 28.076,4 | 29.185,0 | 30.162,9 | 31.379,5 | 31.757,5 | 32.635,1 |

## Administració
Des del 1948 gaudeix d'un estatut especial similar als de Sardenya, Friül i Sicília. El poder legislatiu el té la Junta regional, formada per 35 membres i un president, que nomenen el Consell de la Vall, amb poder executiu. Tenen competències en beneficència, municipalitat i serveis comunitaris a nivell local.
L'article 2 de l'estatut els atribueix competències en l'estatut jurídic del personal al seu servei, en circumscripcions municipals i en policia local. Segons l'article 117 de la Constitució Italiana del 1948, poden elaborar lleis pròpies, que estaran sotmeses al parer del govern de Roma, i tindrà competències en ordenament administratiu, circumscripció municipal, política local, fires i mercats, beneficència pública i assistència sanitària, formació professional, museus i biblioteques, urbanística, turisme, carreteres regionals, ports lacustres, fonts termals, cacera, pesca, artesania i agricultura. De fet, des de començaments dels anys 1990 gestionen el 90% dels impostos propis i gaudeixen d'un règim fiscal força favorable.